# Cheriton Fitzpaine
Cheriton Fitzpaine är en ort och civil parish i Storbritannien.   Den ligger i grevskapet Devon och riksdelen England, i den södra delen av landet, 250 km väster om huvudstaden London. Cheriton Fitzpaine ligger 111 meter över havet och antalet invånare är 556.
Terrängen runt Cheriton Fitzpaine är huvudsakligen platt, men österut är den kuperad. Terrängen runt Cheriton Fitzpaine sluttar söderut. Runt Cheriton Fitzpaine är det mycket tätbefolkat, med 1 361 invånare per kvadratkilometer. Närmaste större samhälle är Exeter, 14,5 km söder om Cheriton Fitzpaine. Trakten runt Cheriton Fitzpaine består till största delen av jordbruksmark.